# Hopea bracteata
Hopea bracteata är en tvåhjärtbladig växtart som beskrevs av William Burck. Hopea bracteata ingår i släktet Hopea och familjen Dipterocarpaceae. Inga underarter finns listade i Catalogue of Life.